# 尾紋真蛙䲁
尾紋真蛙鳚（學名：Blenniella caudolineata），又名尾紋真動齒鳚、狗鰷，為輻鰭魚綱䲁形目鳚科真動齒鳚屬下的一個種，分布於太平洋日本南部至印尼摩鹿加群島，東至馬里亞納群島、東加、土阿莫土群島、吉里巴斯海域，深度0至3公尺，本魚體延長，稍側扁，頭鈍短，頭頂具冠膜，眶上觸鬚卷絲狀，鼻觸鬚短而呈掌狀，頸背無觸鬚，上顎孔3-7個，雄魚頭冠黃色，身體淺灰色，腹部陰影為白色，側面有9 條棕色或橄欖色的垂直條紋，身體中部有一些水平條紋。雌魚側面有許多縱向的細條紋，鰭上有黑色斑點，而雄魚側面有深色斑塊和小藍點，背鰭硬棘12-14枚、背鰭軟條19-22枚、臀鰭硬棘2-3枚、臀鰭軟條20-23枚，體長可達8.2公分，棲息在潮間帶的礁岩潮池中，受到驚嚇時會以一前一後方式彈跳，以藻類為食，具有領域性，產附著性卵，雄魚會有護卵行為。